# Casa Rovira (Cardona)
La Casa Rovira és una element arquitectònic històric que es pot trobar dins del nucli antic de la vila de Cardona.

## Localització
Situada sobre les porxades del Mercat i enfront l'església de Sant Miquel, aquesta és una de les cases que són el resultat de la progressiva concentració d'habitatges entorn l'antic cementiri parroquial i el mercadal que se celebrava a les portes del temple.
Junt amb la Casa Sala és un dels habitatges que formen part de les porxades de la Plaça del Mercat.

## Història
L'edificació fou el casal de la família Rovira, senyors i barons de Sant Climenç (Solsonès), enriquits entre el 1500 i el 1520 mercès a l'administració de la Tresoreria general del ducat de Cardona. L'any 1529, Francesc Rovira comprava el vell casal gòtic que la família Merola posseïa en el mercat i que era el resultat de la unió de quatre cases amb sengles pòrtics vers la plaça, feta a la primera meitat del s.XIV. Aquestes cases ja havien estat unides sota la propietat de la família Cardona.
A la dècada de 1540, Francesc Rovira va dur a terme una reforma integral a imitació dels preceptes clàssics irradiats des d'Itàlia, fet que l'ha convertit en un dels millors testimonis a la Catalunya Central de l'arquitectura renaixentista de caràcter civil. L'any 1637 la casa fou venuda als Tries, que la van dividir per ser venuda novament, dins de la parcel·lació que s'ha mantingut fins a l'actualitat.
En el moment de la seva venda, la casa Rovira del Mercat responia a l'arquitectura d'un edifici de planta baixa porxada i entrada centrada per una gran portalada amb arc de mig punt adovellat i dues plantes residencials més golfes, amb les seves estances organitzades entorn el claustre central de planta quadrada i tres pisos amb pilars de secció quadrangular i arcs de mig punt. Un cop traspassada la portalada, s'accedia a la planta baixa de l'immoble, centrada a partir de l'estructura claustrada amb els corresponents arcs arcbotants lleugerament apuntats i tres corredors laterals (S, E i O) coberts amb embigat sostingut per cartel·les decorades amb fulles d'acant, a vegades com a element escultòric i d'altres pictòric, mentre que el tram septentrional del claustre era ocupat per la volta de l'escalinata de pedra de dos trams amb el seu corresponent passamà a partir de la qual s'accedia a la planta noble de l'habitatge i les diferents estances privades de la família, en espacial la gran sala amb el seu foc aterra i l'escut amb l'heràldica dels Rovira, a la qual s'entrava des de l'espai claustrat a través d'una porta amb arc de mig punt decorat amb elements de terracota.
Els actuals propietaris han realitzat una acurada restauració i condicionament de l'edifici. A la intervenció arqueològica realitzada arran de la seva restauració es van documentar dos paquets estratigràfics; una cisterna excavada en el subsòl i canalitzacions. El primer correspon al rebliment de la volta de la cisterna que es pot associar al moment de construcció de la casa. El següent paquet estratigràfic i l'únic trobat per sota dels nivells de pavimentació actuals fora de la cisterna ha pogut ser datat a partir de la troballa d'una moneda (dos cuartilos resellados), contramarcada entre els anys 1626 i 1659 per diverses seques castellanes. Aquestes peces tenen una data de penetració en terres catalanes de vers l'any 1650, coincidint amb els darrers anys de la Guerra dels Segadors. Per acabar, es localitzà un paviment hidràulic, dels primers anys del segle xx.

## Elements arquitectònics
Entre els elements arquitectònics a destacar hi podem copsar la galeria coberta o porxada i la façana; a l'interior, l'escala noble, el claustre renaixentista de planta quadrangular i tres nivells, motllures decoratives dels finestrals i portals i la campana del foc a terra de la sala principal.